# Elsa García
Elsa García (2 d'agost de 1990) és una esportista mexicana de l'especialitat de gimnàstica artística qui va ser campiona de Centreamèrica i del Carib a Mayagüez 2010.

## Trajectòria
La trajectòria esportiva d'Elsa García s'identifica per la seva participació en els següents esdeveniments nacionals i internacionals.

### Jocs Centreamericans i del Carib
Va ser reconegut el seu triomf de ser la setena esportista amb el major nombre de medalles de la selecció de  Mèxic
en els jocs de Mayagüez 2010.

#### Jocs Centreamericans i del Carib de Mayagüez 2010
El seu acompliment en la vintena primera edició dels jocs, es va identificar per ser la vintena primera esportista amb el major nombre de medalles entre tots els participants de l'esdeveniment, amb un total de 5 medalles:

- , Medalla d'or: Cavall
- , Medalla d'or: Equips
- , Medalla d'or: Sòl
- , Medalla de plata: Individual
- , Medalla de plata: Viga